# Martha Gellhorn
Martha Gellhorn (San Luis, Misuri; 8 de noviembre de 1908-Londres, Inglaterra; 15 de febrero de 1998) fue una escritora y periodista estadounidense. Está considerada como una de las corresponsales de guerra más importantes del siglo XX. En 1958 obtuvo el prestigioso Premio O. Henry.
Entre 1940 a 1945 estuvo casada con el novelista Ernest Hemingway, que le dedicó su célebre novela Por quién doblan las campanas.

¿Y sabe otra cosa? Este país es demasiado bello como para que los fascistas lo hagan suyo. Ya han convertido Alemania, Italia y Austria en algo tan repugnante que incluso el paisaje es feo. Cuando conduzco por las carreteras de aquí y veo las montañas de piedra y los campos áridos a ambos lados, los parasoles clavados en la arena de las playas, los pueblos del color de la tierra y los lechos de grava de los ríos, la cara de sus agricultores, pienso: ¡hay que salvar España para la gente decente, es demasiado hermosa como para desperdiciarla!
Carta a Eleonor Roosevelt, Barcelona, 1938

## Formación
Martha Gellhorn Ellis nació en San Luis, Misuri, Estados Unidos. Fue hija de George Gellhorn, un ginecólogo nacido en Alemania, y de la sufragista Edna Fischell, fundadora de la liga de mujeres votantes. Su padre y su abuelo materno eran de origen judío y su abuela materna procedía de una familia protestante. Ya desde niña participaba junto a su madre en diversas movilizaciones feministas, como la manifestación de 1916 denominada "Callejón del oro", en la que 7.000 mujeres se manifestaron frente a la convención del partido demócrata para exigir la participación en los comicios. Martha Gellhorn asistió a la Escuela John Burroughs y se graduó en 1926. Estudió un año en el Bryn Mawr College de Pensilvania, del cual salió antes de terminar sus estudios, para convertirse en periodista. Sus primeros artículos aparecieron en el diario The New Republic. Decidida a hacerse corresponsal en el extranjero, trabajó durante dos años para la oficina de la United Press en París. En el transcurso de su estancia europea se volvió activista del movimiento pacifista y escribió acerca de sus experiencias en el libro What Mad Pursuit (1934).
A su regreso a los Estados Unidos, M. Gellhorn fue contratada por Harry Hopkins como investigadora de campo para la Federal Emergency Relief Administration, creada por Franklin D. Roosevelt a fin de combatir la Gran Depresión. Viajó por los Estados Unidos para informar sobre el impacto de la Gran Depresión. Se dirigió primero a Gastonia, en Carolina del Norte, en donde utilizó sus habilidades para la observación y la comunicación al reportar cómo la gente de este pueblo se veía afectada por la crisis. Colaboró con Dorothea Lange, una fotoperiodista de la Gran Depresión que documentó la vida cotidiana de los hambrientos y desposeídos. Los reportes de ambas se incorporaron más tarde a los archivos oficiales de la Gran Depresión. Fueron capaces de investigar temas que usualmente no estaban al alcance de las mujeres en la década de 1930. Las contribuciones de Gellhorn y Lange fueron importantes. Los informes de Gellhorn para la Administración Federal de Ayuda de Emergencia llamaron la atención de Eleanor Roosevelt y ambas mujeres tuvieron una amistad duradera. Sus hallazgos son la base de un colección de relatos cortos, The Trouble I've Seen (1936).

## Guerra en Europa

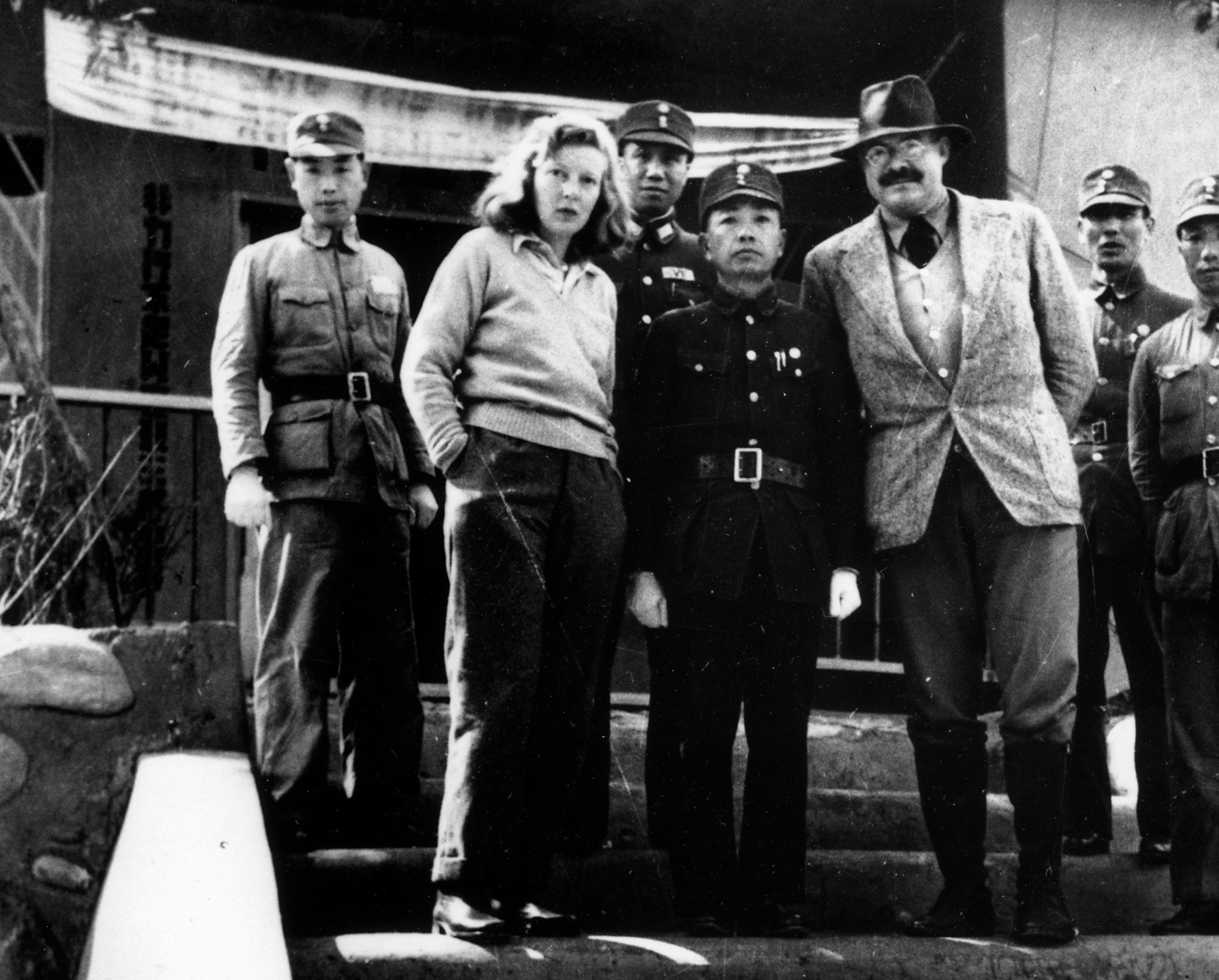
Gellhorn y Ernest Hemingway con el general chino Yu Hanmou en Chungking en 1941.

Gellhorn conoció a Hemingway en el transcurso de un viaje familiar a Cayo Hueso durante la Navidad de 1936. Acordaron viajar juntos a España con el fin de cubrir los acontecimientos en la novela A Stricken Field (1940). Luego reportó la Segunda Guerra Mundial desde Finlandia, Hong Kong, Birmania, Singapur y Bretaña. A falta de documentos oficiales de acreditación por parte de la prensa, Gellhorn se hizo pasar por camillera para atestiguar el desembarco en Normandía y, más tarde, recordó: «Seguí la guerra en cualquier lugar en donde la alcanzaba». Fue de las primeras reporteras en informar sobre el campo de concentración de Dachau, antes de que fuera liberado.[cita requerida]
Ella y Hemingway vivieron juntos intermitentemente durante cuatro años antes de casarse en diciembre de 1940 —Hemingway también vivió hasta 1939 con su segunda esposa, Pauline Pfeiffer—. Cada vez más resentido por las largas ausencias de Gellhorn, ocasionadas por sus asignaciones, Hemingway le escribió en 1943, cuando salió de la Finca Vigía —propiedad cercana a La Habana—, para cubrir el frente italiano: «¿Eres corresponsal de guerra o esposa en mi cama?».[cita requerida] Más adelante, el mismo Hemingway fue al frente antes de los desembarcos en Normandía, y Gellhorn pronto siguió, pero Hemingway intentó obstaculizar ese viaje. Cuando llegó, después de un viaje peligroso por el océano y por el Londres derruido, ella le dijo que no lo aguantaba más. Después de cuatro años de controversias matrimoniales, se divorciaron en 1945.
La película Hemingway y Gellhorn de Philip Kaufman (2012), en donde Nicole Kidman interpreta a Gellhorn, se basa en estos años. El documental de 2011 No Job for a Woman: The Women Who Fought to Report WWII (No es trabajo para una mujer: las mujeres que lucharon por informar sobre la Segunda Guerra Mundial) presenta a Martha Gellhorn y cómo cambió el reportaje de guerra. (Cf. cita [9] de la versión en inglés).

## Obra traducida al español
- El rostro de la guerra: crónicas en primera línea 1937-1985 (The Face of War; 1959).
- Cinco viajes al infierno: aventuras conmigo y ese otro (Travels with Myself and Another: A Memoir; 1978).